# 1987 au Québec
Cet article traite des événements survenus en 1987 au Québec. 

## Événements

### Janvier
- 18 janvier : André Bissonnette, ministre fédéral des Transports, est soupçonné de conflit d'intérêts et contraint de démissionner[1].
- 20 janvier : Claude Béland devient président des Caisses Desjardins[2].

### Février
- 7 au 10 février : festivités de Rendez-vous 87 à Québec[3].
- 12 février : la compagnie Madelipêche est privatisée. Elle est vendue à deux groupes de Madelinots pour 3 millions de dollars[4].
- 13 février : les sœurs Lévesque, dont le procès à Rome vient de débuter, sont acquittées pour insuffisance de preuve[5].
- 14 février : annonce que l'actif du Fonds de solidarité FTQ est passé en trois ans de 10 millions à 62 millions de dollars[6].
- 17 février : accusé d'avoir reçu des pots-de-vin d'hommes d'affaires afin qu'il leur obtienne des contrats gouvernementaux, Roch La Salle doit démissionner du cabinet Mulroney[7].
- 18 février : Québecor achète la majorité des actions de Donohue au coût de 20 millions de dollars[8].

### Mars
- 12 mars : annonce que René Lévesque reprend son métier de journaliste. Il animera deux émissions à Radio-Québec lors du Sommet de la Francophonie à Québec en septembre prochain[9].
- 18 mars : Le Déclin de l'empire américain remporte 8 Prix Génie dont celui du meilleur film[10].
- 19 mars : annonce qu'une rencontre constitutionnelle aura lieu au lac Meech le 30 avril. Robert Bourassa veut y faire reconnaître ses cinq demandes dites minimales: la reconnaissance du Québec comme société distincte; l'obtention d'un droit de veto; le droit de regard sur la nomination des juges québécois à la Cour suprême; des pouvoirs accrus en matière d'immigration ; un encadrement du pouvoir de dépenser d'Ottawa en territoire québécois[11].
- 25 mars : annonce que le budget 1987-1988 sera de 30 milliards de dollars[12].

### Avril
- 14 avril : inauguration du toit du Stade olympique[13].
- 21 avril : le corps sans vie de Claude Jutra est finalement repêché dans le fleuve Saint-Laurent près de Cap-Santé[14].
- 30 avril : les neuf provinces anglophones acceptent finalement les cinq conditions du Québec pour intégrer la Constitution lors de la conférence du lac Meech. C'est l'Accord du lac Meech[11].

### Mai
- 1er mai : Pierre-Marc Johnson se prononce contre l'Accord du lac Meech, qu'il surnomme le "monstre du lac Meech"[15].
- 13 mai : début à Québec des audiences de la commission parlementaire sur l'Accord du lac Meech[16].
- 14 mai : Pierre Trudeau se prononce contre l'Accord du lac Meech. Pour lui, les concessions au Québec sont trop importantes et mèneront à plus ou moins long terme à la sécession de la province[17].
- 20 mai : les centrales syndicales disent s'opposer à l'Accord du lac Meech. Pour elles, la notion de société distincte est nébuleuse et ne veut absolument rien dire[18].
- 27 mai : Conrad Black et le groupe Hollinger achètent Unimédia, qui compte parmi ses quotidiens Le Soleil de Québec, Le Droit d'Ottawa et Le Quotidien de Chicoutimi pour une somme d'environ 90 000 000$[19].

### Juin
- 3 juin : l'Accord du lac Meech est signé officiellement à Ottawa. Il reste maintenant à le faire entériner par les onze parlements du Canada[20].
- 5 juin : trois membres de la CSN, Arsène Henry, Gerry Thériault et Guy Boisvert, sont arrêtés pour avoir comploté dans le but de faire exploser le Manoir Richelieu. On apprendra plus tard que le délateur, Marc Boivin, était un autre conseiller de la CSN[21].
- 9 juin : la Sûreté du Québec perquisitionne les locaux de la CSN[22].
- 13 juin : la thèse d'affirmation nationale est victorieuse lors du dixième congrès du Parti québécois[23].
- 23 juin : l'Assemblée nationale est le premier parlement du Canada à ratifier l'Accord du lac Meech[24].
- 30 juin : 
  - Yves Séguin devient le nouveau ministre du Revenu à Québec[24].
  - L'ancien premier ministre René Lévesque critique l'Accord du lac Meech qu'il trouve « flou, mou et insuffisant ». La clause de société distincte ne donne, selon lui, rien au Québec. Quant à la limitation du pouvoir de dépenser, « nous avons peut-être cédé quelque chose qui viendra restreindre notre liberté de manœuvre dans nos planifications et nos choix politiques ultérieurs ». Il énonce aussi: »On y gagne peu et on risque d'y avoir perdu dans le rapport de force»[25].

### Juillet
- 6 juillet : Madonna donne son premier spectacle au Forum de Montréal[26].
- 14 juillet : la région de Montréal subit de violents orages qui occasionnent des inondations et des dégâts importants. Le tunnel Louis-Hippolyte-Lafontaine, envahi par les eaux, est fermé temporairement et l'autoroute Décarie devient une rivière dans ce qui sera nommé le Déluge de Montréal[27].
- 29 juillet : accusé d'avoir comploté pour faire sauter le Manoir Richelieu, Gérald Larose, chef de la CSN, affirme son innocence et déclare que la Couronne agit de concert avec la SQ pour salir la centrale syndicale[28].

### Août
- 8 août : mariage médiatisé de René Simard et de Marie-Josée Taillefer[29].
- 19 août : le ministre de l'Agriculture, Michel Pagé, dépose un projet de loi obligeant les producteurs de margarine à colorer leurs produits[30].

### Septembre
- 2 au 4 septembre : sommet de la Francophonie à Québec[31].
- 18 septembre : Raymond Malenfant intente une poursuite de 15 millions de dollars contre Gérald Larose et la CSN[32].
- 28 septembre : annonce que 395 cas de SIDA ont été enregistrés jusqu'à maintenant au Québec[33].
- 30 septembre : première du téléroman L'Héritage, écrit par Victor-Lévy Beaulieu, qui raconte l'histoire d'une famille de Trois-Pistoles perturbée par les abus d'autorité d'un père manipulateur. Il met en vedette Gilles Pelletier, Nathalie Gascon, Robert Gravel, Yves Desgagnés et Sylvie Léonard[34].

### Octobre
- 1er octobre : le salaire minimum au Québec passe à 4,55 $[35].
- 3 octobre : le Canada et les États-Unis parviennent à un accord sur le libre-échange. S'il était adopté par le Congrès américain et la Chambre des communes, il entrerait en vigueur le 1er janvier 1989[36].
- 13 octobre : le parti libéral de Frank McKenna remporte les élections générales au Nouveau-Brunswick. Le nouveau premier ministre de cette province dit ne pas avoir l'intention d'entériner l'accord du lac Meech[37].
- 19 octobre : le krach boursier de Wall Street n'épargne pas la Bourse de Montréal, dont l'indice perd 168 points[38].
- 21 octobre : première visite d'Élisabeth II à Québec depuis le Samedi de la matraque en 1964[37].
- 30 octobre : 
  - lors d'une entrevue, le député péquiste Gérald Godin accuse Pierre-Marc Johnson de ne pas avoir livré la marchandise et exige sa démission[39].
  - les syndicalistes Arsène Henry et Gerry Thériault de la CSN écopent respectivement de 3 ans et de 2 ans moins un jour pour avoir comploté un attentat contre le Manoir Richelieu[40].

### Novembre
- 1er novembre : la mort de l'ancien premier ministre René Lévesque crée une tristesse profonde à travers le Québec. Le 3 novembre, plus de 30 000 personnes défilent devant son cercueil à Montréal. Ses funérailles ont lieu le 5 à la basilique de Québec[41].
- 10 novembre : Pierre-Marc Johnson démissionne comme chef de parti et comme député. Au cours des derniers jours, d'autres personnalités comme Denis Lazure, Louise Harel et Christian Claveau avaient réclamé sa démission[42].
- 11 novembre : 
  - les sœurs Lévesque publient le livre Les valises rouges racontant leurs mésaventures à Rome en 1986 ainsi que leurs versions des faits. Les ventes sont décevantes[43].
  - Guy Chevrette devient chef intérimaire du Parti québécois. L'exécutif du parti vote une motion de blâme contre Gérald Godin[44].
  - Le Noir Anthony Griffin est abattu par le policier Allan Gossett à Montréal. On parle de racisme et de brutalité policière[37].
- 16 novembre : le boulevard Dorchester à Montréal prend le nom de boulevard René-Lévesque[45].
- 18 novembre : Jacques Parizeau redevient membre du PQ et demande aux anciens militants de faire de même[46]. Mécontent, le député péquiste Jacques Rochefort, claque la porte du parti[47].
- 20 novembre : Allan Gossett, le policier qui a tué Anthony Griffin, est accusé d'homicide involontaire[48].

### Décembre
- 5 décembre : le PQ frôle la rupture lors de son conseil national à Québec. Finalement, Gérald Godin s'excuse et Louise Harel accepte sa motion de blâme. Guy Chevrette y a été pour beaucoup dans le processus de réconciliation[49].
- 10 décembre : Québec fait connaître sa nouvelle politique à l'aide sociale. Les assistés sociaux seront divisés en deux catégories, les aptes et les inaptes au travail. Les aptes au travail devront participer à divers programmes pour obtenir le plein montant de leurs prestations[50].
- 13 décembre : Gérald Godin rend public un rapport qui démontre que le fédéral a dépensé huit fois plus que ne le permettait la loi référendaire durant la campagne de 1980, soit 17,5 millions de dollars[51].
- 15 décembre : le Harfang des neiges est désormais l'emblème aviaire du Québec[24].
- 17 décembre : démission de Michel Gauthier, député péquiste de Roberval[24].
- 20 décembre : Jacques Parizeau annonce sa candidature à la chefferie du PQ. S'il en devient le chef, dit-il, le parti redeviendra souverainiste comme avant[52].
- 22 décembre : réorganisation des régions administratives du Québec. Les noms des régions administratives de Trois-Rivières et du Nouveau-Québec sont changés pour Mauricie–Bois-Francs et Nord-du-Québec. Le Bas-Saint-Laurent–Gaspésie est scindé en deux régions : le Bas-Saint-Laurent et la Gaspésie-Îles-de-la-Madeleine[53].

## Naissances
- Simon Jolin-Barrette (avocat et homme politique)
- 16 février - Luc Bourdon (joueur de hockey) († 29 mai 2008)
- 25 février - Eva Avila (chanteuse)
- 28 février - Vincent Cournoyer (joueur de soccer)
- 11 mars - Marc-André Gragnani (joueur de hockey)
- 23 mars - Marc-André Cliche (joueur de hockey)
- 30 mars - Marc-Édouard Vlasic (joueur de hockey)
- 24 avril - Kristopher Letang (joueur de hockey)
- 24 mai - Guillaume Latendresse (joueur de hockey)
- 31 mai - Nicolas Blanchard (joueur de hockey)
- 16 juin - Maxime Landry (chanteur)
- 7 juillet - Mylène Mackay (actrice)
- 24 août - Jonathan Duhamel (joueur de poker)
- 22 septembre - Derick Brassard (joueur de hockey)
- 28 septembre - Christine Labrie (enseignante et femme politique)
- 30 septembre - Mathieu Carle (joueur de hockey)
- 29 octobre - Jessica Dubé (patineuse artistique)
- 26 novembre - David Veilleux (coureur cycliste)

## Décès
- 1er avril - Pierre Thériault (acteur) (º 11 février 1930)
- 3 mai - Raymond Blais (ancien président du Mouvement Desjardins) (º 29 octobre 1934)
- 7 mai - Rolland Bédard (acteur) (º 29 novembre 1913)
- 8 juillet - Lionel Chevrier (homme politique) (º 2 avril 1903)
- 9 août - Roger Garand (acteur) (º 30 octobre 1922)
- 24 septembre - Georges-Léon Pelletier (personnalité religieuse) (º 19 août 1904)
- 1er novembre - René Lévesque (premier ministre du Québec) (º 24 août 1922)
- 2 novembre - Yoland Guérard (chanteur et acteur) (º 11 octobre 1923)
- 24 novembre - Jehane Benoît (animatrice) (º 21 mars 1904)

## Sources et références
1. ↑  L'État du monde 1987-1988. Boréal. 1987. p. 188
2. ↑  Paul Durivage. Desjardins: Claude Béland remplace Raymond Blais. La Presse. 21 janvier 1987. p. D-1
3. ↑  Bilan du Siècle
4. ↑  L'État du monde 1987-1988, p. 149
5. ↑  Stéphane Bégin, « Acquittées, les deux sœurs soupirent d'aise », Le Soleil,‎ 14 février 1987, A-4
6. ↑  Suzanne Dansereau, « Fonds de solidarité des travailleurs du Québec. Une assemblée annuelle tenue dans l'allégresse. », Le Soleil,‎ 15 février 1987, A-7
7. ↑  L'État du monde 1987-1988, p. 148
8. ↑  Jean Cournoyer. La Mémoire du Québec. Stanké. 2001. p. 1348
9. ↑  Pierre Godin. René Lévesque tome 4. Boréal. 2005. p. 515
10. ↑  Pierre Roberge. Le Déclin de l'empire américain, En attendant un Oscar.... Le Soleil. 19 mars 1987. p. A-2
11. 1 2  Chronologie de l'histoire du Québec
12. ↑  Gilbert Brunet. Québec augmente ses dépenses de $ 30 milliards. La Presse. 26 mars 1987. p. A-1
13. ↑  « Le Stade Olympique a enfin son toit », Le Soleil,‎ 15 avril 1987, A-1, A-2
14. ↑  Bilan du Siècle
15. ↑  J.-Jacques Samson, « Bourassa a cédé aux pressions (Johnson) », Le Soleil,‎ 2 mai 1987, A-4
16. ↑  J.-Jacques Samson. Commission parlementaire sur l'entente du lac Meech. Trois experts soumettent leur analyse. Le Soleil. 14 mai 1987. p. A-5
17. ↑  Michel Vastel. Lucien Bouchard en attendant la suite…. Lanctôt. 1996. p. 132
18. ↑  André Bellemare. Audiences sur l'entente constitutionnelle du lac Meech. La FTQ et Alliance-Québec veulent toutes deux de meilleures garanties. Le Soleil. 21 mai 1987. p. A-7
19. ↑  Bilan du Siècle
20. ↑  Maurice Jannard. Les 11 signent l'Accord. Après 20 heures de discussion, le Québec réintègre la famille canadienne. La Presse. 4 juin 1987. p. A-1
21. ↑  Denis Lessard, « Trois conseillers de la CSN accusés de complot: Un prévenu est accusé de possession de 22 bâtons de dynamite », La Presse,‎ 6 juin 1987, A-1
22. ↑  Gilles St-Jean. La SQ perquisitionne la CSN. La Presse. 10 juin 1987. p. A-1
23. ↑  Yvon Laberge. Johnson fait triompher sa thèse. La Presse. 14 juin 1987. p. A-1
24. 1 2 3 4  « Chronologie parlementaire 1986-1988 » (consulté le 22 mai 2009)
25. ↑  Louis-Bernard Robitaille. Un accord « flou, mou et insuffisant » – René Lévesque . La Presse. 30 juin 1987. p. B-1
26. ↑  Michel Bilodeau, « Le parfait triomphe d'une grande professionnelle », Le Soleil,‎ 7 juillet 1987, A-2
27. ↑  (fr)Manon Trottier et Ève Morin Desrosiers, « 14 juillet 1987 - Déluge sur Montréal », Le Devoir,‎ 16 juillet 1987, p. 1 et 14 (résumé)
28. ↑  « Gérald Larose mis en cause », Le Soleil,‎ 29 juillet 1987, A-1, A-2
29. ↑  Rollande Parent, « Des curieurx par milliers et 700 invités au mariage-événement de l'année », Le Soleil,‎ 9 août 1987, A-2
30. ↑  Michel Corbeil, « Pagé décide : la margarine sera colorée à partir du 21 octobre », Le Soleil,‎ 20 août 1987, p. C-1
31. ↑  Bilan du Siècle
32. ↑  Malenfant intente une poursuite  de $15 millions contre Larose et la CSN. La Presse. 19 septembre 1987. p. A-3
33. ↑  Presse Canadienne, « Sida: 395 cas ont été recensés au Québec », La Presse,‎ 29 septembre 1987, A-3
34. ↑  Bilan du Siècle
35. ↑  Salaires minimum au Canada de 1985 à 1999 sur le site gouvernemental
36. ↑  L'État du monde 1988-1989. Boréal. 1988. p. 119
37. 1 2 3  1987 sur Grand Québec.com
38. ↑  Bilan du Siècle
39. ↑  Michel David, « Godin réclame la tête de Johnson », Le Soleil,‎ 30 octobre 1987, A-1, A-2
40. ↑  Louis Lemieux, « Henry: 3 ans de pénitencier », Le Soleil,‎ 31 octobre 1987, A-1, A-2
41. ↑  René Lévesque tome 4. p. 531
42. ↑  Jacques Parizeau tome 3, p. 65-67
43. ↑  Rollande Parent. Le livre des soeurs Lévesque prolonge la thèse de « l'hallucinante machination ». La Presse. 12 novembre 1987. p. A-5
44. ↑  Gilbert Brunet. Guy Chevrette devient chef de l'Opposition. La Presse. 12 novembre 1987. p. A-1
45. ↑  Isabelle Paré. Lord Dorchester cèdrera la voie à René Lévesque. Le Devoir. 17 novembre 1987. p. 1
46. ↑  Mario Fontaine. Parizeau redevient membre du PQ. Mais il entend jauger la taille des troupes avant d'être candidat. La Presse. 19 novembre 1987. p.A-1
47. ↑  Denis Lessard. Le député de Gouin claque la porte. Il refuse de cautionner une « radicalisation » du parti. La Presse. 19 novembre 1987. p. A-1
48. ↑  Suzanne Colpron et Germain Tardif. Allan Gossett accusé d'homicide involontaire. La Presse. 21 novembre 1987. p. A-1
49. ↑  Jacques Parizeau tome 3. p. 73
50. ↑  Gilbert Brunet. L'aide sociale se limitera à trois catégories de Québécois. Les « véritables inaptes au travail » verront leurs prestations augmenter. La Presse. 11 décembre 1987. p. A-1
51. ↑  Norman Delisle, « Pendant la campagne référendaire, Ottawa a dépensé $17.5 millions en publicité: La loi électorale limitait les dépenses à $2 722 257 pour chacun des camps », La Presse,‎ 14 décembre 1987, B-1
52. ↑  Jacques Parizeau tome 3, p. 73
53. ↑  Institut de la statistique du Québec

### Articles généraux
- Chronologie de l'histoire du Québec (1982 à aujourd'hui)
- L'année 1987 dans le monde
- 1987 au Canada

### Articles sur l'année 1987 au Québec
- Accord du lac Meech
- Liste des lauréats des prix Félix en 1987
- Déluge de Montréal
- Affaire Anthony Griffin